# Neolamprologus lemairii
Neolamprologus lemairii (Synonyme: Lamprologus lemairii, Lepidiolamprologus lemairii) ist eine Buntbarschart aus der Tribus der Lamprologini, die endemisch im ostafrikanischen Tanganjikasee vorkommt. Der Name des Fisches wurde dem belgischen Forschungsreisenden Charles François Alexandre Lemaire (1863–1925) gewidmet.

## Merkmale
Neolamprologus lemairii erreicht eine Länge von 25 cm, wobei die Weibchen um etwa einen Drittel kleiner bleiben. Der Kopf ist massig und Maul und Augen sind verhältnismäßig groß. Ansonsten ist der Körper eher schlank. Die Färbung setzt sich aus unregelmäßigen hellen und dunklen Flecken zusammen, was dem Fisch ein tarnendes Aussehen verleiht. Die Rückenflosse ist zum Teil fast gelb. Lokale Unterschiede in der Färbung, wie sie bei vielen Buntbarschen des Tanganjikasees vorkommen, wurden bei N. lemairii bisher nicht gefunden.

## Lebensweise
Neolamprologus lemairii bewohnt sowohl sandige als auch steinige Habitate und scheint besonders eine Mischung davon zu bevorzugen. Die Art kommt von der Wasseroberfläche bis in 100 m Tiefe vor und ernährt sich vorwiegend von Fisch. Dabei wird alles erbeutet, was überwältigt werden kann. N. lemairii sind einzelgängerische Lauerjäger und liegen oft nahezu bewegungslos bei oder zwischen Steinen. Bewegungen werden langsam ausgeführt, wodurch ihre Präsenz von den Beutefischen kaum bemerkt wird und diese erbeutet werden können, sobald sie in Reichweite sind. Insbesondere Jungfische werden von N. lemairii gefressen. Männchen bewachen in der Regel ein Revier, das von mehreren Weibchen bewohnt wird. Lediglich zur Paarung sind die Tiere zusammen anzutreffen. Wie alle Lamprologini ist auch N. lemairii ein Substratlaicher. Die Eier werden vom Weibchen in eine Felsspalte oder Höhle gelegt, in welche das Männchen aufgrund seiner Größe nicht eindringen kann. Die Eier werden von außen befruchtet, indem das Weibchen einen Sog in die Höhle erzeugt. Das Weibchen bewacht die 100–150 Eier, nach etwa zehn Tagen schlüpfen die Jungfische und werden vom Weibchen weitere zehn Tage bewacht, bis sie das Nest verlassen.

## Systematik
Neolamprologus lemairii wurde von einigen Autoren der Gattung Lepidiolamprologus zugeordnet, allerdings aufgrund von DNA-Analysen sowie morphologischen Merkmalen zunächst in die Gattung Lamprologus, und Mitte 2025 in die Gattung Neolamprologus gestellt. Neolamprologus lemairii ist nah mit Neolamprologus laparogramma und N. signatus, sowie mit der Gattung Lepidiolamprologus verwandt.

## Bedrohung
Die IUCN stuft Neolamprologus lemairii als nicht gefährdet („least concern“) ein.
1. ↑  Neolamprologus lemairii im Catalog of Fishes (englisch)
2. ↑  George Albert Boulenger: Second Contribution to the Ichthyology of Lake Tanganyika.–On the Fishes obtained by the Congo Free State Expedition under Lieut. Lemaire in 1898. In: Transactions of the Zoological Society of London. Band 15, Nr. 4, 1899, S. 87–96 (biodiversitylibrary.org).
3. 1 2  
Ad Konings: Tanganyika Cichlids in their natural habitat. Hrsg.: Cichlid Press. 3. Auflage. Cichlid Press, El Paso 2015, ISBN 978-1-932892-18-5, S. 262 ff.
4. ↑  Ad Konings: Das Back to Nature Handbuch für Tanganjika-Buntbarsche; 2. Auflage 2005 Fohrmann Aquaristik AB; Übersetzt von Gertrud Konings; Vertrieb der deutschen Ausgabe Dähne Verlag GmbH, ISBN 3-935175-32-9; S. 104 f.
5. ↑  
Robert Schelly, Walter Salzburger, Stephan Koblmüller, Nina Duftner, Christian Sturmbauer: Phylogenetic relationships of the lamprologine cichlid genus (Teleostei: Perciformes) based on mitochondrial and nuclear sequences, suggesting introgressive hybridization. In: Molecular Phylogenetics and Evolution. Bd. 38, Nr. 2, 2006, S. 426–438, ISSN 1055-7903, doi:10.1016/j.ympev.2005.04.023.
6. ↑  
Fernando Alda, S Elizabeth Alter, Naoko P Kurata, Prosanta Chakrabarty, Melanie L J Stiassny: Phylogenomic and Population Genomic Analyses of Ultraconserved Elements Reveal Deep Coalescence and Introgression Shaped Diversification Patterns in Lamprologine Cichlids of the Congo River. Systematic Biology, Mai 2025, doi: 10.1093/sysbio/syaf032
7. ↑  Lamprologus lemairii. Abgerufen am 8. August 2017.